# Bibó István (politikus)
Bibó István (Budapest, 1911. augusztus 7. – Budapest, 1979. május 10.) Széchenyi-díjas (posztumusz, 1990), jogi doktor (Szeged, nemzetközi jog, 1933, jogbölcselet, 1934, habilitált, 1940), egyetemi tanár (politikatudomány, Szeged, 1946-1950), a Magyar Tudományos Akadémia levelező tagja (1946–1949), a Kelet-európai Intézet elnökhelyettese (1947–1949), könyvtáros (ELTE Egyetemi Könyvtár, 1951–1957, KSH, 1963–1971), politikai fogoly (1957–1963). Nemzetközileg kimagasló, hazai viszonylatban pedig a 20. században a legnagyobb demokrata politikai gondolkodó, 1956-ban a Harmadik Nagy Imre-kormány – a szovjet megszállás után helyén kitartó, s a megszállás ellen tiltakozó – államminisztere. Bibó István (1877–1935) szegedi egyetemi könyvtárigazgató és Bibó Istvánné Graul Irén (1889–1979) fia.

## Élete
Ősei apai ágon több generációra visszamenőleg értelmiségi pályát választó jogvégzett mezővárosi református köznemesek voltak, akik Kiskunhalason, elődeik pedig – nagy valószínűséggel – az erdélyi Barátoson éltek. Édesapja, Bibó István előbb Budapesten minisztériumi tisztviselő, majd Szegeden az egyetemi könyvtár igazgatója, amatőr filozófus, független szellemű és függetlenségi beállítottságú személyiség volt. Édesanyja, Graul Irén tolsztojánus szemléletű humanista autonóm egyéniség, feltehetőleg Elzászból elszármazott, német nevű, a családi hagyomány szerint elzászi francia katolikus eredetű, délvidéki, majd budapesti család lánya volt, akinek édesapja közszolgálatba lépett értelmiségiként dolgozott. Bibó Istvánnak egy testvére volt, húga Bibó Irén.
Budapesten Domokos Lászlóné Új Iskolájában végezte elemi iskolai tanulmányait, majd 1921-től Szegeden a piarista gimnáziumban tanult, mivel édesapja Szegeden lett egyetemi könyvtári igazgató, majd etnológus. 1929-től a szegedi Ferenc József Tudományegyetemen tanult, ahol 1933-ban államtudományi, 1934-ben jogtudományi diplomát szerzett. 1933–1934-ben Bécsben, majd Genfben folytatta tanulmányait.
Jogi gyakorlatát a királyi ítélőtáblán és a királyi törvényszéken szerezte, 1938 júniusától bírósági jegyző, majd novembertől az Igazságügyi Minisztérium tisztviselője. 1937 októberében a Márciusi Front programnyilatkozatának egyik szövegezője.

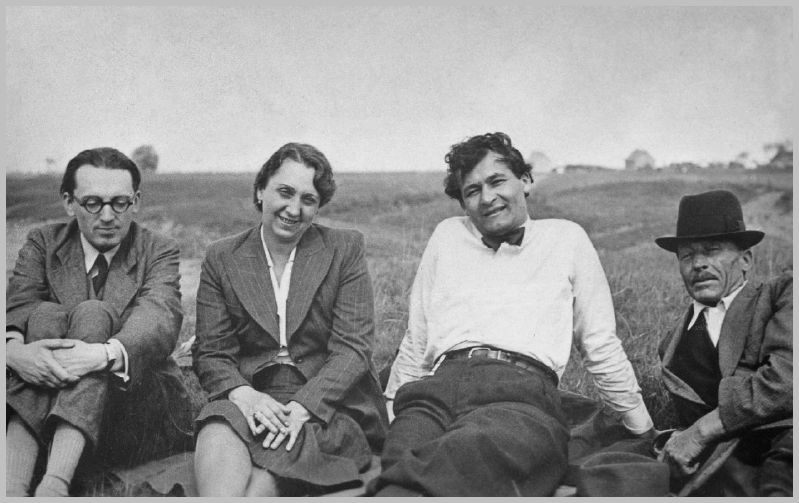
Bibó István, ismeretlen személy, Erdei Ferenc és Id. Erdei Ferenc Makón, 1940-ben

Családi életében fordulópontot hozott az 1940-ben Ravasz Boriskával, Ravasz László református püspök lányával kötött házassága. A kitűnő pedagógus és történész feleségben emberileg és szakmailag méltó párt és haláláig hű társat talált. Házasságukból három gyermek született: István (1941) művészettörténész, gimnáziumigazgató, Anna (1945) és Borbála (1949).
A világháború beszűkítette tevékenységi körét. 1944 nyarán békeajánlat-tervezetet fogalmazott. A német megszállás során minisztériumi tisztviselőként menleveleket állított ki egészen október 16-ai letartóztatásáig. Pár napos fogsága után a világháború végéig bujkálni kényszerült. Apósa, Ravasz püspök bújtatta a Budapesti Református Teológiai Akadémia pincéjében.
A második világháború után a Válasz rendszeres szerzője.
1945 márciusától 1947 júliusáig Erdei Ferenc felkérésére a Belügyminisztérium közigazgatási osztályát vezette, a megyerendszer reformján dolgozott, a Nemzeti Parasztpárt delegáltja a Jogi Reformbizottságba. Meghatározó résztvevője a választójogi törvény (1945. évi VIII. tc.) és az 1945. november 4-ei választás előkészítésének. 
Jelentős munkája a Valóság (folyóirat) 1945. októberi számában megjelent A magyar demokrácia válsága című írása, mely nagy vitát gerjesztett. 
Talán egész életének legkifogásolhatóbb mozzanata, hogy jobb meggyőződése ellenére aktívan részt vett a németek világháború utáni kitelepítésében, igaz, saját visszaemlékezése szerint a visszaélések enyhítésének, és a folyamat minél rendezettebb lebonyolításának a szándékával. 
1946 júliusától 1950-ig a Szegedi Tudományegyetem professzora és a Magyar Tudományos Akadémia levelező tagja 1949-ig. Professzori státuszától való megfosztása, állásának elvesztése után 1951-től az ELTE Egyetemi Könyvtár tudományos főmunkatársa lett. Itt érte a sorsfordító 1956-os forradalom.

## Szerepe a forradalomban
1956. október 30-án részt vett a Nemzeti Parasztpárt, majd november 1-jétől új nevén a Petőfi Párt újjászervezésében. A párt november 2-án Farkas Ferenccel együtt miniszternek jelölte az új, harmadik Nagy Imre-kormányba, és így november 3-án államminiszterré nevezték ki.
De e minőségében a miniszterelnökkel már nem tudott találkozni. November 4-én megindult a katonai invázió. Nagy Imre miniszterelnök az Országházból drámai hangú rádióbeszédben jelentette be: "Ma hajnalban a szovjet csapatok támadást indítottak fővárosunk ellen azzal a nyilvánvaló szándékkal, hogy megdöntsék a törvényes magyar demokratikus kormányt." Majd munkatársaival és családtagjaikkal együtt a jugoszláv követségen kért menedéket.
Bibó ezután érkezett meg az érte küldött autóval a Parlamentbe. Ott tárgyalt Tildy Zoltánnal és másokkal, majd mint az egyedüli törvényes magyar kormány képviselője felhívást intézett a magyarokhoz és a világhoz. Egyfelől felszólította a magyar népet, hogy "a megszálló hadsereget vagy az általa esetleg felállított bábkormányt törvényes felsőségnek ne tekintse, s vele szemben a passzív ellenállás összes fegyvereivel éljen". Másfelől kérte a nagyhatalmak és az Egyesült Nemzetek bölcs és bátor döntését a leigázott magyarság szabadsága érdekében. A parlament épületét november 6-án hagyta el. Kijövetele után Expozé a magyarországi helyzetről címmel készített egy összefoglalást, majd egy tervezetet a kiegyezéses kibontakozásról, melyet eljuttatott az amerikai, az indiai és más követségekre. Miniszteri megbízatása hivatalosan november 12-én szűnt meg a kormány felmentésével és ennek a Magyar Közlönyben való közzétételével.
Újabb javaslatot dolgozott ki a „magyar kérdés kompromisszumos megoldására”, amelyet a – november 14-én Újpesten, az Egyesült Izzóban megalakult – Nagybudapesti Központi Munkástanács tárgyalási alapnak fogadott el, ám a tárgyalások csak színleg kezdődtek meg. December elején K. P. S. Menonnal, India budapesti nagykövetével tárgyalt és átadta neki a Nyilatkozat Magyarország állami, társadalmi és gazdasági rendjének alapelveiről és a politikai kibontakozás útjáról című, Farkas Ferenccel, Varga Istvánnal, Féja Gézával és Tamási Áronnal közös írását. 
…Annak, hogy a demokratikus pártok és szervezetek részt vehessenek a fenti alapelvek szerinti kibontakozásban, s e feladathoz biztosíthassák a magyar nép osztatlan bizalmát, valamint hogy Magyarország az őszinte barátság és egyenjogúság alapján együttműködhessék a Szovjetunióval, csak abban az esetben van reális lehetősége, ha a Szovjetunió kormánya is bizalommal fordul a magyar nép demokratikus tényezőinek összessége és jelen kezdeményezésük felé. A mai súlyos helyzet kialakulásában ugyanis nagy része volt azoknak a félrevezető információknak és helyzetértékeléseknek, amelyek a magyar forradalom jellegét és céljait illetően a Szovjetunió vezető államférfiaihoz jutottak. E téves helyzetértékelés nem ismerte fel azt, hogy Magyarországon a forradalmi erők egységesen a szocializmus ügye mellett álltak és állnak, továbbá hogy képesek minden restaurációs kísérlettel szemben megvédeni a szocializmus vívmányait és fenntartani az ország belső rendjét. Nyilván ebből következett a Szovjetunió kormányának az az elhatározása, hogy csak a belső rend teljes helyreállítása után hajlandó tárgyalásokba bocsátkozni Magyarországon lévő csapatainak kivonásáról és a magyar-szovjet viszony rendezéséről. A szovjet csapatok ittléte által teremtett mai helyzetben azonban lehetetlen a belső rendet megszilárdítani és a termelés normális menetét biztosítani. Vagyis az a feltétel, amelyhez a Szovjetunió kormánya a csapatok kivonását köti, éppen e csapatok ittléte miatt nem teljesíthet.…
1957 elején írta Magyarország és a világhelyzet című tanulmányát, mely német nyelven jelent meg szeptember 8-án a bécsi Die Presse napilapban.

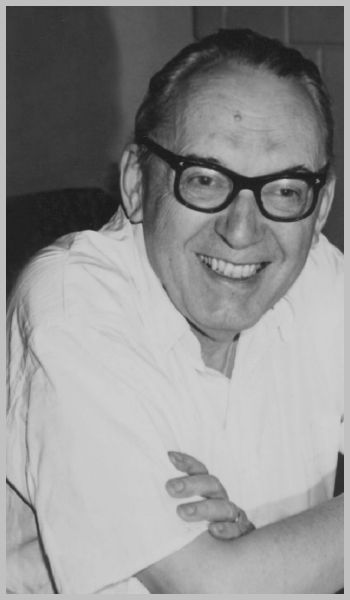
Bibó István 1970-ben.

…Eddig minden kommunista párt struktúrája a következő volt: volt egy legbelső magja, szenvedélyes, eszme- és céltudatos, abszolút önfeláldozó s vasenergiájú emberekből; ezeket követte egy kevésbé intelligens, de rendkívül fegyelmezett csoportja azoknak, akik mesterei voltak a hatalom megszerzésére és megtartására szükséges eszközök kemény és habozásmentes kezelésének; ezek után következtek a lelkes hívők túlnyomórészt munkásokból álló tömegei, akik buzgón végezték a szervezés és eszmeterjesztés részletmunkáit; s végül – a hatalomátvétel után – legkülső körként következtek az opportunisták és bürokraták, akiknek számára a párt elsősorban érvényesülés vagy egzisztenciabiztosítás volt. A jelenlegi magyar párt súlypontja teljességgel ez utóbbiakra tolódott. A vezérkar egy egészen kis csoportra zsugorodott össze, kik hol kétségbeesett nyakatekertséggel, hol cinikus nyíltsággal nevezik meg azt, amit csinálnak. Körülöttük a hatalom technikusai biztonságukat vesztve kapkodnak a brutalitás és engedékenység egyaránt hatástalan és egyaránt veszélyes módszerei között. A lelkes tömegek, főleg a munkástömegek, ezeknek megszűntek létezni. Csak a legkülső kör teljes, mely a karhatalom tagjaiból és állásaikat féltő tisztviselőkből tevődik össze. Kommunista párt ilyen alacsony munkásarányszámmal még nem volt a világon….

## Letartóztatása, életfogytiglani börtönre ítélése, szabadulása, nyugdíjazása
1957. május 23-án Bibó Istvánt és Göncz Árpádot letartóztatták, valamint a június 20-ától előzetes letartóztatásban lévő Regéczy-Nagy László ellen pert indítottak. Ami aztán a Nagy Imre-per mellett a legjelentősebb politikai perré vált az 1956-os forradalmat és szabadságharcot követő megtorlások sorában.
1958. augusztus 2-án életfogytiglani börtönre ítélték. A per elsőrendű vádlottja Bibó volt, 1958. július 28-án kezdődött és a zárt tárgyalás augusztus 2-ig tartott, amelynek másodrendű vádlottja Göncz Árpád későbbi köztársasági elnök volt. A harmadrendű vádlott Regéczy-Nagy László volt, aki az 1988-ban alapított Történelmi Igazságtétel Bizottság elnöke volt 2021-es haláláig. Állítólag személyesen Dzsaváharlál Nehru indiai miniszterelnök közbenjárására álltak el a halálbüntetéstől. Az 1963. évi amnesztiával március 27-én szabadult, ezt követően 1963. május 23-tól a Központi Statisztikai Hivatal Könyvtárában tevékenykedett, ahol először kezdőként fizikai munkát végzett a pincében, a duplumraktár-rendezését bízták rá. Nem taníthatott és nem publikálhatott, a munkahelyén úgy állapították meg a fizetését, hogy ne alázzák meg, de nem is nagyon emelték a nyugdíjazásig. Dányi Dezső igazgatósága idején jött létre a történeti statisztikai kutatócsoport, indult meg a számítógépesítés és a könyvtár több sorozatának kiadása. A történeti statisztikai kutatócsoport munkafolyamatának gyakorlott résztvevőjeként nemsokára felkerülhetett a hivatal földszintjére, a szerzeményezésbe, később pedig a filozófusra bízták már a külföldi könyvbeszerzést is.
Nyugellátásának megállapításáról hozott határozat szerint nyugdíját 1971. november 1-től folyósították. Nyugdíjas éveiben fordított, munkáit rendezte, kisebb műveket publikált. Londonban jelent meg 1976-ban A nemzetközi államközösség bénultsága és annak orvosságai című tanulmánya angol nyelven.

1979. május 10-én hunyt el Budapesten. Az Óbudai temetőben temették el május 21-én. Temetésén Kenedi János és Illyés Gyula mondott beszédet. Ez az alkalom volt a demokratikus ellenzék első nyílt fellépése.

## Tudományos munkássága
Érdeklődött a jogelmélet, a nemzetközi jog, a közigazgatás, az államelmélet, a politikai történelem iránt, különösen a jog kényszerrel és hatalommal való összefüggése, a nemzetközi szankciók, a nemzetközi jogerő és a nemzetközi bíráskodás problémája, az államhatalmi ágak elválasztásának elmélete valamint a közép- és kelet-európai politikai fejlődés torzulásai foglalkoztatták. A Kádár-rendszerrel szemben csöndes és határozott távolságot tartott, feddhetetlen erkölcsössége és tudományos teljesítménye által az ellenzéki értelmiség példaképévé vált.
Gyakorlati szellemi képességeire jellemző, hogy az 1945. novemberi választás szervezőjeként kifejlesztett egy egyedi technikát arra, hogy a rendelkezésre álló roppant szűkös időtartam alatt – a tevékenységek időtartamának átfedéseivel – a választás egésze lebonyolítható legyen. E technika a nyugat-európai szervezéselmélet tudományában is csak az 1950-es években jelent meg – természetesen Bibótól függetlenül.

## Díja
- Széchenyi-díj (1990, posztumusz) – A magyar államiság sorskérdéseihez, a közép- és kelet-európai térség népeinek együttműködése és fejlődési perspektíváinak problémáihoz kapcsolódó kutatási tevékenységéért, valamint a politikai elmélet kérdéseinek vizsgálatában elért, nemzetközileg is elismert eredményeiért.
- Magyar Örökség díj (1998, posztumusz)

## Emlékezete

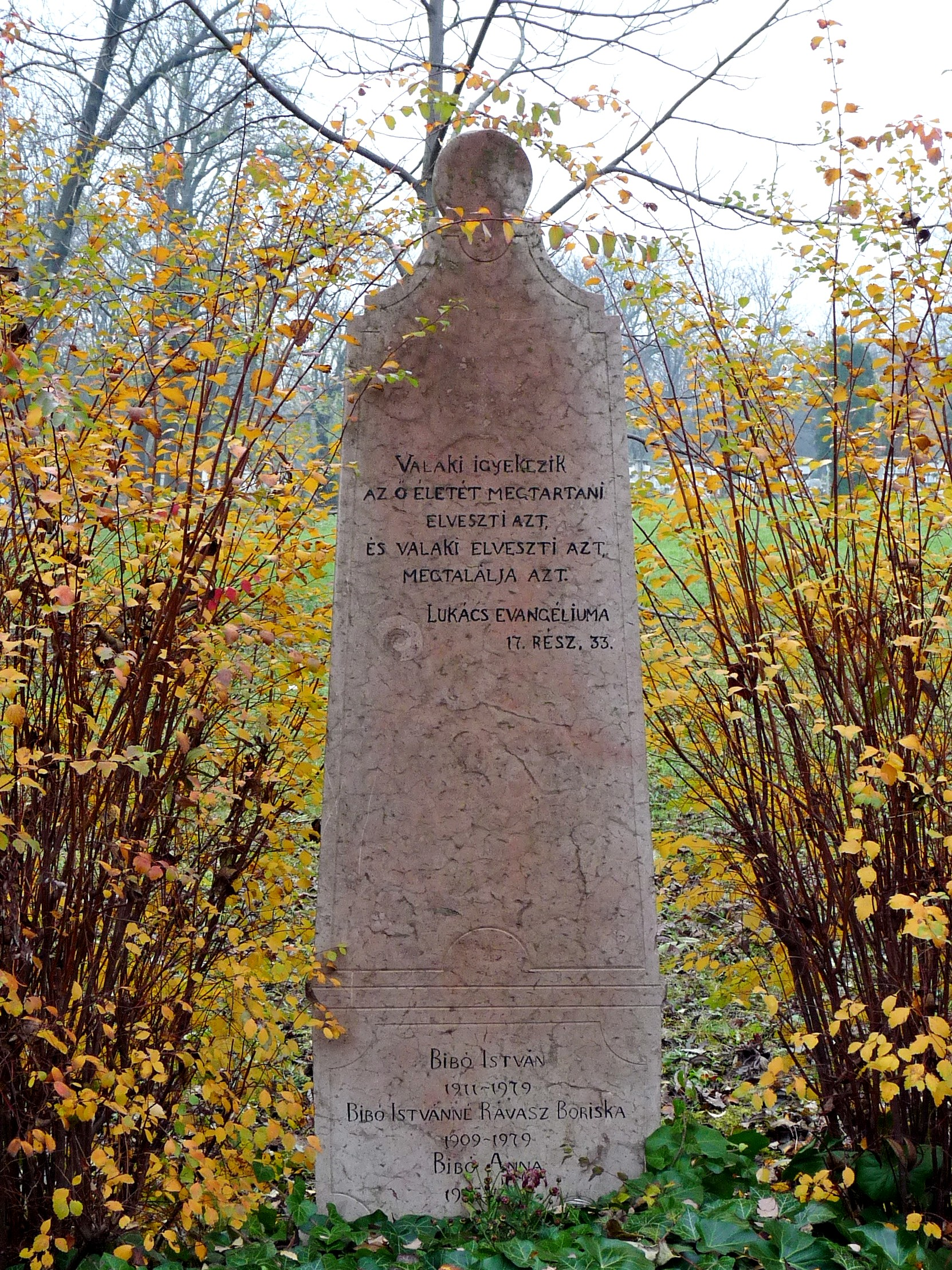
Sírja az Óbudai temetőben.

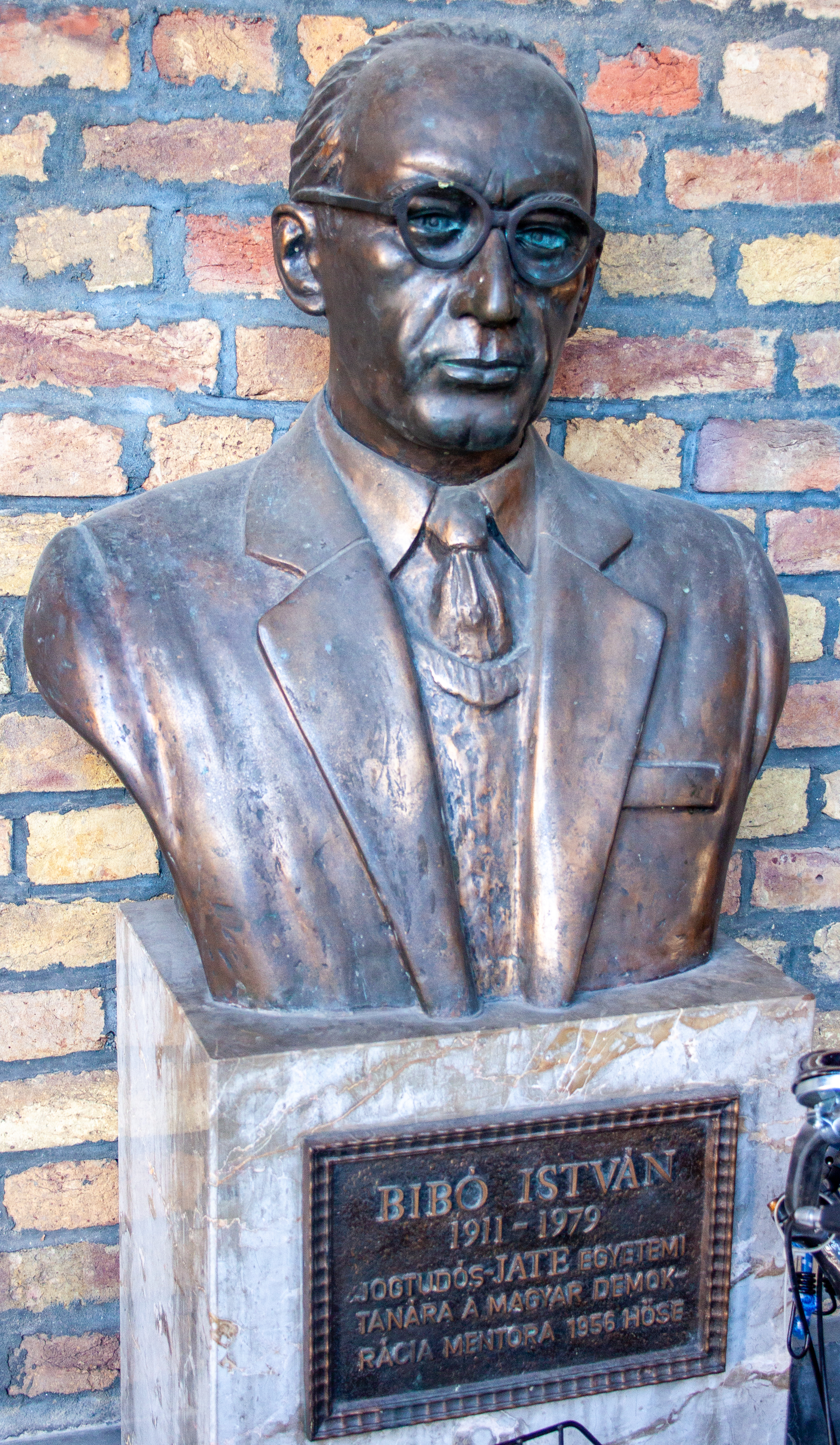
Mellszobra a szegedi Dóm téren

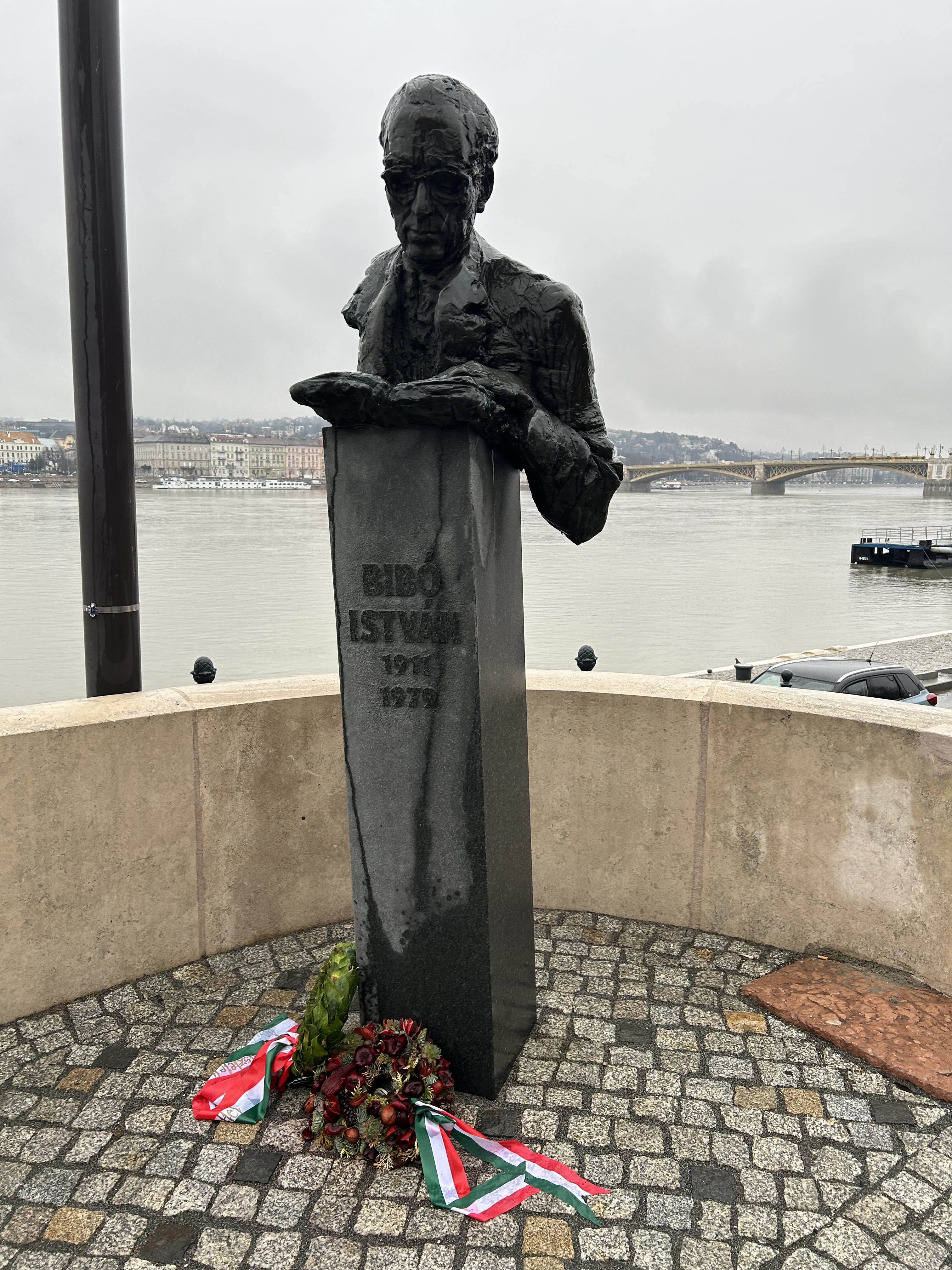
Bibó mellszobra 2005-ben, Széri-Varga Géza szobrászművész által.

- 1980-ban a magyar szellemi élet 72 képviselője Emlékkönyvvel tisztelgett életműve és emléke előtt.
- Bostonban Bibó István-díjat alapítottak 1980-ban.
- Nevét viseli az ELTE jogász és politológus szakkollégiuma, mely a rendszerváltás során a Fidesz alapításának helye volt, egy Kiskunhalason működő gimnázium, egy hévízi alternatív gimnázium, valamint az őri (Szabolcs-Szatmár-Bereg megye) általános iskola is.
- 2005-ben mellszobrot állítottak a tiszteletére a budapesti id. Antall József rakparton.[14]

1996-tól működött a Bibó István Szellemi Műhely (www.bibomuhely.hu), amely életművének tárgyilagos feldolgozására, az életmű hazai és nemzetközi kontextusának feltárására és viszonyítására, a hazai eszmetörténet művelésére, valamint a demokratikus szocializációs minták meghonosítására törekedett. 2015-ben a Szellemi Műhelyt működtető alapítvány megszűnt.

## Jelentősebb munkái
- A szankciók kérdése a nemzetközi jogban; Városi Nyomda, Szeged, 1934 (A M. Kir. Ferencz József- Tudományegyetem Jog- és Államtudományi Intézetének kiadványai)
- Kényszer, jog, szabadság; Ferencz József-Tudományegyetem Barátainak Egyesülete, Szeged, 1935 (Acta Litterarum ac Scientiarum Reg. Univ. Hung. Francisco-Josephinae Sect. Jur.-pol.)
- Etika és büntetőjog; Stephaneum Nyomda, Bp., 1938
- Korunk diagnózisa. Mannheim Károly új könyvéhez; Stephaneum Nyomda, Bp., 1943
- Jogszerű közigazgatás, eredményes közigazgatás, erős végrehajtó hatalom; Stephaneum Nyomda, Bp., 1944
- Az európai egyensúlyról és békéről. Békecsinálók könyve (Kézirat: 1942-1944, kiadva: 1986)
- A magyar demokrácia válsága; szerzői, Bp., 1945
- A kelet-európai kisállamok nyomorúsága; Új Magyarország, Bp., 1946 (Az Új Magyarország röpiratai)
- A békeszerződés és a magyar demokrácia (1946)
- Az államhatalmak elválasztása egykor és most (1947)
- A magyar társadalomfejlődés és az 1945. évi változás értelme (1947)
- A magyarságtudomány problémája (kefelevonat: 1948, kiadva: 1986)
- Eltorzult magyar alkat, zsákutcás magyar történelem (1948)
- Zsidókérdés Magyarországon 1944 után (1948)
- Magyarország városhálózatának kiépítése; terv., szerk. Bibó István és Mattyasovszky Jenő; Államtudományi Intézet, Bp., 1950
- Nyilatkozat 1956. november 4-én (1956)
- Emlékirat: Magyarország helyzete és a világhelyzet (kézirat és külföldi kiadás: 1957, emigráns magyar kiadás: 1960, hazai kiadás: 1990)
- Harmadik út. Politikai és történeti tanulmányok; sajtó alá rend., bev. Szabó Zoltán; Magyar Írók Szövetsége Külföldön, London, 1960 (Magyar Könyves Céh)
- Az európai társadalomfejlődés értelme (1971–1972)
- Közigazgatási területrendezés és az 1971. évi településhálózat-fejlesztési koncepció; MTA Igazgatástudományi Bizottsága Közigazgatástudományi Szekció, Bp., 1975
- Bibó István összegyűjtött munkái, 1-4.; sajtó alá rend. Kemény István, Sárközy Mátyás; Európai Protestáns Magyar Szabadegyetem, Bern, 1981–1984
- Emlékirat. Magyarország helyzete és a világhelyzet, 1957; AB Független, Bp., 1982
- Bibó István 56-os írásai; Magyar Figyelő, Bp., 1983 (A Magyar Figyelő dokumentumai)
- Kiegészítő kötet a Bibó emlékkönyv c. kiadványhoz; M.O.–ABC, Bp., 1984
- A magyar forradalomról; "M.O.", Bp., 1984
- A nemzetközi államközösség bénultsága. Önrendelkezés, nagyhatalmi egyetértés, politikai döntőbíráskodás (kézirat: 1965–1974, kiadva: Bern, 1984, Budapest, 1990)
- Válogatott tanulmányok, 1-4.; vál., utószó Huszár Tibor, szerk., jegyz. Vida István, Nagy Endre, közrem. ifj. Bibó István; Magvető, Bp., 1986-1990
- Bibó István. Beszélgetések, politikai-életrajzi dokumentumok; sajtó alá rend. Huszár Tibor; Kolonel, Bp., 1989 (Magyar krónika)
- Uchrónia (kézirat: 1968, kiadva: 1990)
- Az 1956 utáni helyzetről (kézirat: 1978, kiadva: 1990)
- A kapitalista liberalizmus és a szocializmus-kommunizmus állítólagos kiegyenlíthetetlen ellentéte (kézirat: 1979, kiadva: 1990)
- Harmadik út. Politikai és történeti tanulmányok (London, 1960)
- Demokratikus Magyarország. Válogatás Bibó István tanulmányaiból; Magvető, Bp., 1994
- Zsidókérdés Magyarországon 1944 után; Katalizátor Iroda, Bp., 1994 (Holocaust könyvek)
- A kelet-európai kisállamok nyomorúsága; utószó Bakk Miklós; Kriterion, Bukarest–Kolozsvár, 1997 (Gordiusz)
- Válogatott tanulmányok. Társadalomtörténet, szociológia, társaslélektan; vál., utószó Huszár Tibor, jegyz. Balog Iván; Corvina, Bp., 2004
- Válogatott tanulmányok I-IV. (MEK)
- Bibó István egyetemi előadásai, 1942–1949; szerk. Dénes Iván Zoltán, sajtó alá rend., szöveggond. Balog Iván, Tóth László Dávid; Kossuth Egyetemi, Debrecen, 2004 (Libri rationis rei publicae)
- A zsidókérdésről; sajtó alá rend., utószó Balog Iván; Argumentum–Bibó István Szellemi Műhely, Bp., 2010
- Bibó-breviárium. Szemelvények Bibó István műveiből; vál., előszó Debreczeni József; Alexandra–Bibó István Közéleti Társaság, Pécs, 2011
- Bibó István munkái. Centenáriumi sorozat. 1-12. Argumentum Kiadó–Bibó István Szellemi Műhely, Budapest, 2011–2012

1. Az államhatalmak elválasztása. Argumentum Kiadó – Bibó István Szellemi Műhely, Budapest, 2011
2. Politikai hisztériák. Argumentum Kiadó – Bibó István Szellemi Műhely, Budapest, 2011
3. A magyar demokrácia válsága. Argumentum Kiadó – Bibó István Szellemi Műhely, Budapest, 2011
4. 1956. Argumentum Kiadó – Bibó István Szellemi Műhely, Budapest, 2011
5. A kelet-európai kisállamok nyomorúsága. Argumentum Kiadó – Bibó István Szellemi Műhely, Budapest, 2011
6. A nemzetközi államközösség bénultsága és annak orvosságai. Önrendelkezés, nagyhatalmi egyetértés, politikai döntőbíráskodás. Argumentum Kiadó – Bibó István Szellemi Műhely, Budapest, 2011
7. Eltorzult magyar alkat, zsákutcás magyar történelem. Argumentum Kiadó – Bibó István Szellemi Műhely, Budapest, 2012
8. Zsidókérdés. Argumentum Kiadó – Bibó István Szellemi Műhely, Budapest, 2012
9. Az európai politikai fejlődés értelme. Argumentum Kiadó – Bibó István Szellemi Műhely, Budapest, 2012
10. A jogfilozófiától a politikáig. Argumentum Kiadó – Bibó István Szellemi Műhely, Budapest, 2012
11. A demokratikus közösségi értékelés és magatartás mintái. Argumentum Kiadó – Bibó István Szellemi Műhely, Budapest, 2012
12. Visszaemlékezések. Argumentum Kiadó – Bibó István Szellemi Műhely, Budapest, 2012. Centenáriumi megemlékezés: www.forrasfolyoirat.hu/2011.június, www.korunk.ro/2011.július. Bibó 100. Recepciók, értelmezések, alkalmazási kísérletek. Argumentum Kiadó – Bibó István Szellemi Műhely, Budapest, 2012

- Bibó István összegyűjtött írásai; Kalligram, Bp., 2016–
  - 1. Az európai politikai fejlődés értelme; bev. Dénes Iván Zoltán; 2016
  - 2. Demokratikus közösségi értékelési és magatartásminták; szerk. Dénes Iván Zoltán; 2018
- Bibó megmondja. Részletek Bibó István írásaiból; vál., előszó Király Levente; Corvina, Bp., 2019

### Idegen nyelven
- The paralysis of international institutions and the remedies. A study of self-determination, concord among the major powers, and political arbitration; bev. Bernard Crick; Harvester Press, Hassocks, 1976
- Az 1790/91, 67. tc. és az 1825/27, 8., 9. és 15. tc. alapján létrejött rendszeres regnikoláris bizottságok kiadványainak bibliográfiája; összeáll. Bibó István, közrem. Pajkossy Gábor; Országgyűlési Könyvtár, Bp., 1977
- Zur Judenfrage. Am Beispiel Ungarns nach 1944 (Zsidókérdés Magyarországon 1944 után); németre ford. Rásky Béla; Neue Kritik, Frankfurt, 1990
- Die deutsche Hysterie. Ursachen und Geschichte (A német hisztéria okai és története); németre ford. Hans-Henning Paetzke, utószó Dalos György; Insel, Frankfurt–Leipzig, 1991
- Democracy, revolution, self-determination. Selected writings; szerk. Nagy Károly; angolra ford. Boros-Kazai András; Social Science Monographs–Atlantic Research and Publications–Columbia University Press, Boulder–Highland Lakes–New York, 1991 (East European monographs; Atlantic studies on society in change)
- Die Misere der osteuropäischen Kleinstaaterei (A kelet-európai kisállamok nyomorúsága); németre ford. Rásky Béla; Neue Kritik, Frankfurt, 1992
- "Misère des petits Etats d'Europe de l'Est", (Négy tanulmány: A német hisztéria okai és története, A kelet-európai kisállamok nyomorúsága, Zsidókérdés Magyarországon 1944 után, Eltorzult magyar alkat, zsákutcás magyar történelem. Szerk. Virág Ibolya); franciára ford. Kassai György; Albin Michel, 1993, második kiadás. Első kiadás: L'Harmattan, 1986
- Kwestia żydowska (Zsidókérdés Magyarországon 1944 után); Niezależna Oficyna, Warszawa, 1993 (Krytyka)
- Miseria dei piccoli stati dell'Europa orientale (A kelet-európai kisállamok nyomorúsága); olaszra ford. Armando Nuzzo, szerk. Federigo Argentieri; Mulino, Bologna, 1994 (Intersezioni)
- Útrapy východoeurópskych malých štátov (A kelet-európai kisállamok nyomorúsága); szlovákra ford. Eva Galandová; Stimul Centrum informatiky a vzdelávania, Bratislava, 1994
- Bibó István–Huszár Tibor–Szűcs Jenő: Regije evropske povijesti; horvátra ford. Eva Grlić, Igor Karaman, Arpad Vicko; Naprijed, Zagreb, 1995 (Povijest & historija)
- Beda malih istočnoevropskih država (A kelet-európai kisállamok nyomorúsága); szerbre ford. Vickó Árpád Vicko; Izdavačka knjižarnica Zorana Stojanovića, Sremski Karlovci–Novi Sad, 1996 (Biblioteka Istok-Istok)
- Isteria tedesca, paura francese, insicurezza italiana. Psicologia di tre nazioni da Napoleone a Hitler (A német politikai hisztéria okai és története); olaszra ford. Mihályi Melinda; Mulino, Bologna, 1996 (Intersezioni)
- Bieda východoeurópskych malých štátov. Vybrané štúdie; összeáll. Kenedi János, előszó Kende Péter, utószó Rudolf Chmel, szlovákra ford. Katarína Králová; Kalligram, Bratislava, 1996 (Edícia Višegrád)
- Bída malých národů východní Evropy. Vybrané spisy; összeáll. Kenedi János, előszó Kende Péter, utószó Bohumil Doležal, szlovákra ford. Dana Gálová et al.; Doplněk–Kalligram, Brno–Bratislava, 1997
- Intre occident si rasarit; előszó, jegyz. ford. Gheorghe Popovici, románra Gheorghe Popovici, Gelu Pateanu; T3, Sfantu Gheorghe, 1999
- Politika, moral, demokracija. Izbrani studii. 1942-1957; bolgárra ford. Martin Hrisztov; Ergo–Ogledalo, Sofia, 2003
- Il problema storico dell'indipendenza ungherese; szerk. Federigo Argentieri, Stefano Bottoni; Marsilio, Venezia, 2004
- O szmiszle jevropejszkogo razvityija i drugije raboti; oroszra ford. Nagy N., Lengyel T.; Tri kvadrata, Moszkva, 2004 (Bibliotheca Hungarica)
- Jevrejszkij voprosz v Vengrii poszle 1944 goda (Zsidókérdés Magyarországon 1944 után); oroszra ford. Maja Ceszarszkaja; Tri kvadrata, Moszkva, 2005 (Bibliotheca Hungarica)
- Die Schule von Szeged. Rechtsphilosophische Aufsätze von István Bibó, József Szabó und Tibor Vas; szerk., jegyz. Varga Csaba; Szt. István Társulat, Bp., 2006 (Philosophiae iuris)
- Pra garotnascʹ malyh ushodneèŭrapejskih dzâržavaŭ; sajtó alá rend. Anatolʹ Szidarevics; Ekonompressz, Minszk, 2012
- The art of peacemaking. Political essays by István Bibó; angolra ford. Pásztor Péter, szerk., bev. Dénes Iván Zoltán, előszó Adam Michnik; Yale University Press, New Haven, 2015 (World thought in translation)